# Пискарёвское мемориальное кладбище
Пискарёвское мемориа́льное кла́дбище — кладбище, расположенное на северо-востоке Санкт-Петербурга, одно из мест массовых захоронений жертв блокады Ленинграда и воинов Ленинградского фронта. На кладбище воздвигнут мемориал павшим. Крупнейшее в мире мемориальное кладбище, посвящённое жертвам Второй мировой войны.

## История
Пискарёвское кладбище основано в 1939 году на северной окраине Ленинграда и было названо по названию располагавшейся неподалёку деревни Пискарёвка.
В 1941—1944 годы стало местом массовых захоронений. В братских могилах захоронены жертвы блокады Ленинграда и воины Ленинградского фронта (всего около 470 тысяч человек; по другим данным, 520 тысяч человек — 470 тысяч блокадников и 50 тысяч военнослужащих). Наибольшее число умерших пришлось на зиму 1941—1942 гг. (так, 15 февраля 1942 года доставлено для захоронения на кладбище 8452 умерших, 19 февраля — 5569, 20 февраля — 10043). На Пискарёвском мемориальном кладбище также захоронено более 10 тысяч военнослужащих, в том числе и бывших, 28 отдельной штрафной роты, 28 отдельного штрафного батальона Ленинградского фронта, 42 армии и 14 отдельного штрафного батальона, умерших от ран и болезней в госпиталях в 1942—1945 годах.
В феврале 1945 года был проведён конкурс на проект мемориала ленинградцам, погибшим во время блокады, итоговое решение было почти идентично конкурсному варианту, разве что обелиск был заменен на Родину-мать. Работа над мемориалом не шла с 1949 по 1955 год в связи с «Ленинградским делом». В 1956 году на площади свыше 26 гектаров началось строительство мемориального комплекса по проекту архитекторов А. В. Васильева и Е. А. Левинсона. Мемориал был открыт 9 мая 1960 года, в пятнадцатую годовщину Победы советского народа в Великой Отечественной войне. Вечный огонь был зажжён от огня на Марсовом поле.
В центре архитектурно-скульптурного ансамбля находится шестиметровая бронзовая скульптура «Мать-Родина» — траурная стела с горельефами, воссоздающими эпизоды жизни и борьбы сражающегося Ленинграда. Авторы ансамбля — архитекторы А. В. Васильев, Е. А. Левинсон, скульпторы В. В. Исаева и Р. К. Таурит («Мать-Родина» и рельефы на боковых стенах), М. А. Вайнман, Б. Е. Каплянский, А. Л. Малахин, М. М. Харламова (горельефы на центральной стеле).
Перед входом на Пискарёвское мемориальное кладбище установлена памятная мраморная доска с надписью:
С 8 сентября 1941 года по 22 января 1944 года на город было сброшено 107158 авиабомб, выпущено 148478 снарядов, убито 16744 человек, ранено 33782, умерло от голода 641803 человек.
Автор надписей на пропилеях у входа на кладбище — поэт-фронтовик Михаил Дудин.
В двух павильонах у входа на Пискарёвское кладбище — музей, посвящённый подвигу жителей и защитников города: экспонируется копия дневника Тани Савичевой — ленинградской школьницы, пережившей ужасы зимы 1941—1942 годов, потеряв всю свою семью.
По гранитным ступеням лестницы, ведущей от Вечного огня, посетители выходят на главную аллею протяжённостью 480 метров, которая ведёт к величественному монументу «Мать-Родина». На гранитной стене, расположенной позади монумента, высечены строки Ольги Берггольц:
Здесь лежат ленинградцы. 

Здесь горожане — мужчины, женщины, дети. 

Рядом с ними солдаты-красноармейцы. 

Всею жизнью своею 

Они защищали тебя, Ленинград, 

Колыбель революции. 

Их имён благородных мы здесь перечислить не сможем, 

Так их много под вечной охраной гранита. 

Но знай, внимающий этим камням: 

Никто не забыт и ничто не забыто.
В западной части кладбища есть участки индивидуальных гражданских захоронений, а также захоронений воинов, погибших во время советско-финской войны 1939—1940 годов.
Вдоль восточной границы кладбища расположена Аллея Памяти. В память о защитниках Ленинграда на ней установлены мемориальные плиты от городов и регионов России, СНГ и зарубежных стран, а также организаций, работавших в блокадном городе.
Бронзовые вазоны были установлены на ограде в 1976 году.
9 мая 2002 года рядом с кладбищем была освящена деревянная часовня во имя Усекновения главы Иоанна Предтечи. Планируется возведение храма. Сейчас на месте будущего храма стоит поклонный крест.
Комплекс критиковался искусствоведом И. Д. Саблиным за отсутствие врат, «чётко отделяющих царство мёртвых от внешнего мира». Вместе с тем А. Ю. Броновицкой и Н. С. Малининым отмечалось, что «необычайная широта» местности использована как метафора безмерности горя.

## Галерея
- «Здесь лежат ленинградцы…»
- Воинские захоронения 1940 г.
- Индивидуальные воинские захоронения, 1941 г.
- Ряды братских могил
- Памятный камень с указанием года захоронения мирных жителей в братской могиле
- Памятный камень с указанием года захоронения военнослужащих в братской могиле
- «Костромичам, защитникам Ленинграда…»
- Медаль «За оборону Ленинграда» в музейном павильоне
- Пропилеи у входа